# Уздизање нинџа корњача
Уздизање нинџа корњача (енгл. Rise of the Teenage Mutant Ninja Turtles) америчка је анимирана телевизијска серија базирана на замишљеном тиму Младих мунтаната нинџа корњача. Серија се премијерно емитује од 17. септембра 2018. након епизоде емитоване 20. јула 2018. Првих пет епизода серије приказане су онлајн исти дан. Никелодион је 2. марта 2017. током саопштења најавио серију, за коју је било предвиђено да садржи минимално 26 епизода.
Дана 27. јула 2018. Никелодион је наручио другу сезону серије, која ће садржати 26 епизода, пре почетка самог приказивања серије.

## Улоге

### Сезона 1
Прва сезона је емитована на каналима Nickelodeon, Nicktoons, Dexy TV и Б92, са Nickelodeon-овом синхронизацијом.
| Улога                        | Оригинални глас                                                  | Српски глас (Gold Diginet)                                  |
| ---------------------------- | ---------------------------------------------------------------- | ----------------------------------------------------------- |
| Рафаело                      | Омар Бенсон Милер                                                | Павле Јеринић                                               |
| Леонардо                     | Бен Шварц                                                        | Милан Тубић                                                 |
| Микеланђело                  | Брендон Мајкл Смит                                               | Никола Тодоровић Mateya (певање)                            |
| Донатело                     | Џош Бренер                                                       | Милош Ђуричић                                               |
| Ејприл О'Нил                 | Кет Грејам                                                       | Маријана Живановић                                          |
| Сплинтер                     | Ерик Бауза                                                       | Томаш Сарић                                                 |
| Фреки                        | Фред Татаскиор                                                   | Бојан Хлишћ                                                 |
| Гарм                         | Фред Татаскиор                                                   | Стеван Пиале                                                |
| Стјуарт                      | Фред Татаскиор                                                   | Ђорђе Марковић                                              |
| Барон Драксум                | Џон Сина                                                         | Бранислав Јевтић                                            |
| Хугин                        | Тим Симонс                                                       | Милан Антонић                                               |
| Мунин                        | Сем Ричардсон                                                    | Владимир Нићифоровић Ђорђе Марковић Немања Вановић          |
| Поручник стопала             | Роб Полсен                                                       | Милан Антонић                                               |
| Звер стопала                 | Морис Ламарш                                                     | Александар Новаковић                                        |
| Месни Зној                   | Џони Ротен                                                       | Марко Марковић                                              |
| Кримос #1                    | Морис Ламарш                                                     | Милош Ђуричић                                               |
| ВИ Рафове кациге             | Ванеса Маршал                                                    | Марија Стокић                                               |
| ВИ Мајкијевог одела          | Ванеса Маршал                                                    | Марија Стокић                                               |
| Ејприлин менаџер             | Ерик Бауза                                                       | Милош Дашић                                                 |
| Тими                         | Хенри Кауфман                                                    | Алекса Станиловић                                           |
| Клинац у канџа-машини        | Ерик Бауза                                                       | Милан Антонић                                               |
| Клинац на журци              | Ванеса Маршал                                                    | Милан Антонић                                               |
| Деветогодишњакиња            | Алина Фоли                                                       | Марија Стокић                                               |
| Алберто                      | Том Кени                                                         | Томаш Сарић                                                 |
| Весели Парадајз              | Џил Тели                                                         | Милена Моравчевић                                           |
| Председник Кобасица          | Ерик Бауза                                                       | Бојан Хлишћ                                                 |
| Ворен Стоун                  | Џон Мајкл Хигинс                                                 | Жарко Степанов                                              |
| Карли Балмакеда              | Канди Мајло                                                      | Милена Моравчевић                                           |
| Хипно-Потамус                | Рис Дарби                                                        | Владимир Нићифоровић                                        |
| Клем                         | Ерик Бауза                                                       | Ђорђе Марковић                                              |
| Њујоршки пандур #1           | Ерик Бауза                                                       | Бојан Хлишћ                                                 |
| Репомољка                    | Фред Татаскиор                                                   | Жарко Степанов                                              |
| Тод Капибара                 | Туроп Ван Орман                                                  | Стеван Пиале                                                |
| Наратор                      | Ерик Бауза                                                       | Милош Дашић                                                 |
| Сењор Хуесо                  | Ерик Бауза                                                       | Владимир Нићифоровић                                        |
| ВИ Корњотенка                | Џош Бренер                                                       | Немања Живковић                                             |
| Туристкиња                   | Греј Делајл                                                      | Милена Моравчевић                                           |
| Атомска Девојка              | Греј Делајл                                                      | Ања Орељ                                                    |
| Џои, отпадни пас             | Џон Димаџио                                                      | Бојан Хлишћ                                                 |
| Роботски вампир              | Греј Делајл                                                      | Томаш Сарић                                                 |
| Наредник Детлић              | Ерик Бауза                                                       | Жарко Степанов                                              |
| Џесика Џеклин                | Кри Самер                                                        | Софија Јуричан                                              |
| Медвеђи дух                  | Хорхе Гутијерез                                                  | Бојан Хлишћ                                                 |
| Либерти Бил                  | Хорхе Гутијерез                                                  | Немања Живковић                                             |
| Ватрени јокаи                | Кри Самер                                                        | оригинални глас                                             |
| Јокаи пас                    | непознато                                                        | Томаш Сарић                                                 |
| Јокаи вепар                  | непознато                                                        | Огњен Дрењанин                                              |
| Минотаур                     | Кри Самер                                                        | Михаела Стаменковић                                         |
| Булхоп                       | Дејв Фоли                                                        | Стеван Пиале                                                |
| Биг Мама                     | Лина Хиди                                                        | Ања Орељ                                                    |
| Хоботница оператер           | Нолан Норт                                                       | Огњен Дрењанин                                              |
| Сова портир                  | Фред Татаскиор                                                   | Стеван Пиале                                                |
| Видра портир                 | Нолан Норт                                                       | Предраг Дамњановић                                          |
| Лисац портир                 | Ерик Бауза                                                       | Огњен Дрењанин                                              |
| Гас                          | Фред Татаскиор                                                   | Томаш Сарић                                                 |
| Јокаи перач                  | Ијан Буш                                                         | Лако Николић                                                |
| Водитељ                      | Ерик Бауза                                                       | Милан Антонић                                               |
| Жена са рекламе              | Канди Мајло                                                      | Наташа Поповић                                              |
| Ноа Шек                      | Ерик Бауза                                                       | Лако Николић                                                |
| Девојка #1                   | Канди Мајло                                                      | Марија Стокић                                               |
| Дејл                         | Скот Менвил                                                      | Немања Живковић                                             |
| Тејлор Мартин                | Даника Макелар                                                   | Данина Јефтић                                               |
| Бакстер Пакер                | Рамон Хамилтон                                                   | Данко Ђорђевић                                              |
| Гђа Пакер                    | Кри Самер                                                        | Михаела Стаменковић                                         |
| Гђица Маза                   | Елиза Шнајдер                                                    | Јована Чуровић                                              |
| Астронаут                    | Ерик Бауза                                                       | Марко Марковић                                              |
| Ал-Бердо, гусар              | Том Кени                                                         | Бранислав Јевтић                                            |
| Бају 'Берто                  | Том Кени                                                         | Марко Марковић                                              |
| Кувар Албер                  | Том Кени                                                         | Стеван Пиале                                                |
| Ото фон Берто                | Том Кени                                                         | Милан Антонић                                               |
| Уплашена девојчица           | Ванеса Маршал                                                    | Марија Стокић                                               |
| Џејсон                       | Јуџин Берд                                                       | Иван Заблаћански                                            |
| Џереми                       | Кајл Меси                                                        | Лако Николић                                                |
| Кендра                       | Тања Гунади                                                      | Ања Орељ                                                    |
| Преријски пас                | Е. Г. Дејли                                                      | Михаела Стаменковић                                         |
| Медоједни јазавац            | Е. Г. Дејли                                                      | Михаела Стаменковић                                         |
| Мрмот                        | Бетси Содаро                                                     | Софија Јуричан                                              |
| Пица Мајк                    | Нолан Норт                                                       | Немања Живковић                                             |
| Ш.Е.Л.Д.О.Н.                 | Грег Сајпс                                                       | Лако Николић                                                |
| Касандра Џоунс               | Зелда Вилијамс                                                   | Ана Мандић                                                  |
| Војс-овер тип                | Морис Ламарш                                                     | Бојан Хлишћ                                                 |
| Глумац грађевинац            | Роб Полсен                                                       | Бранислав Јевтић                                            |
| Лу Џицу                      | Ерик Бауза                                                       | Александар Новаковић                                        |
| Бен Сандо                    | Пол Шер                                                          | Немања Вановић                                              |
| Карл Сандо                   | Џејсон Мандзукас                                                 | непознато                                                   |
| Џеј-Џеј-Џи                   | Мет Махафи                                                       | Милош Дашић                                                 |
| Портир хотела Радисон        | Ерик Бауза                                                       | Милош Дашић                                                 |
| Капетан трајекта             | Том Кени                                                         | Милош Дашић                                                 |
| Режисер                      | Том Кени                                                         | Марко Марковић                                              |
| Чаробњак смећа               | Ерик Бауза                                                       | Огњен Дрењанин                                              |
| Кондуктер подземне           | Ерик Бауза                                                       | Милош Дашић                                                 |
| Дрводлак                     | Нолан Норт                                                       | Милан Антонић                                               |
| Муштерија тинејџер           | Роб Полсен                                                       | Стеван Пиале                                                |
| Полицајац Скривеног Града #1 | Ерик Еделстин                                                    | Милош Дашић                                                 |
| Полицајка Скривеног Града #2 | Одри Василевски                                                  | Стеван Пиале                                                |
| Јокаи бака                   | Морис Ламарш                                                     | Лако Николић                                                |
| Јокаи пират                  | Ерик Бауза                                                       | Милош Дашић                                                 |
| Капетан Пиел                 | Кристијан Ланц                                                   | Немања Вановић                                              |
| Пират морска змија           | Морис Ламарш                                                     | Иван Заблаћански                                            |
| Пират кракен                 | Ерик Бауза                                                       | Бојан Хлишћ                                                 |
| Пират сирена                 | Роб Полсен                                                       | Марко Марковић                                              |
| Пица створења                | Доминик Суријано Џонатан Вард Овен Гама-Лобо Себастијан Суријано | Милена Моравчевић                                           |
| Експлодирајући Френки        | Ерик Бауза                                                       | Милош Дашић                                                 |
| Сунита                       | Коди Кавита                                                      | Снежана Нешковић                                            |
| Наставница биологије         | Џил Тели                                                         | Ана Кораћ                                                   |
| Синдин отац                  | Морис Ламарш                                                     | Бојан Хлишћ                                                 |
| Конобар                      | Ерик Бауза                                                       | Алекса Станиловић                                           |
| Франкен-Стопи                | Роб Полсен                                                       | Ђорђе Марковић                                              |
| Шефица Беверли               | Џилијан Вигман                                                   | Ана Кораћ                                                   |
| Огр #1                       | Џилијан Вигман                                                   | Предраг Дамњановић                                          |
| Огр #2                       | Џилијан Вигман                                                   | Ана Кораћ                                                   |
| Шеф Брус                     | Вик Чао                                                          | Марко Марковић                                              |
| Змија #1                     | Ерик Бауза                                                       | Милош Дашић                                                 |
| Змија #2                     | Вик Чао                                                          | Марко Марковић                                              |
| Харолд / Смрдибомба          | Џејмс Адомијан                                                   | Стеван Пиале                                                |
| Муштерија #1                 | Ерик Бауза                                                       | Лако Николић                                                |
| Муштерија #2                 | Роџер Крејг Смит                                                 | Ђорђе Марковић                                              |
| Шанкер                       | Ерик Бауза                                                       | Милош Дашић                                                 |
| Шанкерка                     | Зелда Вилијамс                                                   | Ана Мандић                                                  |
| Жоселин                      | Кри Самер                                                        | Марија Огњеновић                                            |
| Библиотекарка шишмиш         | Џилијан Вигман                                                   | Марија Видаковић                                            |
| Јокаи клинци                 | Морис Ламарш Роб Полсен                                          | Немања Живковић Милан Антонић                               |
| Глас игрице                  | Јуџин Берд                                                       | Стеван Пиале                                                |
| Сани Чипертон                | Меган Фалкон                                                     | Сања Поповић                                                |
| Љути Њујорчани               | Нолан Норт Ерик Бауза                                            | Марко Марковић Милан Антонић Милан Тубић Владан Слијепчевић |
| Купац                        | Џош Бренер                                                       | Марко Марковић                                              |
| Њујоршки пандур #2           | Меган Фалкон                                                     | Милена Моравчевић                                           |
| Слатки Јокаи                 | Кет Грејам                                                       | Марија Стокић                                               |
| Пингвин портир               | Нолан Норт                                                       | Огњен Дрењанин                                              |
| Водитељ борбеног нексуса     | Нолан Норт                                                       | Милан Антонић                                               |
| Јокаи служавник              | Нолан Норт                                                       | Огњен Дрењанин                                              |
| Јокаи са пипцима             | Џош Бренер                                                       | Милош Дашић                                                 |
| Јокаи гуштер                 | Бен Шварц                                                        | Ђорђе Марковић                                              |
| Гај Фламбе                   | Оливер Вакер                                                     |                                                             |
| Брбљиви Малиновски           | Рас Карни                                                        | Бранислав Платиша                                           |
| Домаћин роштиљ емисије #1    | Ника Футерман                                                    | Михаела Стаменковић                                         |
| Домаћин роштиљ емисије #2    | Рас Карни                                                        | Марко Марковић                                              |
| Режисер                      | Ника Футерман                                                    | Јелисавета Кораксић                                         |
| Домаћин кулинарске емисије   | Коди Кавита                                                      | Валентина Павличић                                          |
| Домаћин сликарске емисије    | Џош Бренер                                                       | Милош Дашић                                                 |
| Домаћин вечерње емисије      | Рас Карни                                                        | Милош Дашић                                                 |
| Гост венчерње емисије        | Омар Бенсон Милер                                                | Немања Живковић                                             |
| Чувар обезбеђења             | непознато                                                        | оригинални глас                                             |
| Запослени на ТВ станици      | непознато                                                        | Лако Николић                                                |
| Јупитер Џим                  | Фил Ламар                                                        | Ђорђе Марковић                                              |
| Глупан #1                    | Фил Ламар                                                        | Милан Антонић                                               |
| Косплејер Црвена лисица      | Ерик Бауза                                                       | Милош Дашић                                                 |
| ВИ трезора                   | Џош Бренер                                                       | Иван Заблаћански                                            |
| Завијени јокаи               | Ерик Бауза                                                       |                                                             |
| Војници стопала              | Омар Бенсон Милер Роб Полсен Брендон Мајкл Смит Бен Шварц        | Милош Дашић Огњен Мићовић Ђорђе Марковић                    |
| Мистична аура                | Хун Ли                                                           | Предраг Дамњановић                                          |
| Вриштећи јокаи               | непознато                                                        | оригинални глас                                             |
| Јокаи порезник               | Фред Столер                                                      | Лако Николић                                                |
| Кондуктер воза               | Ерик Бауза                                                       | Милош Дашић                                                 |
| Одборник #1                  | Питер Кален                                                      | Бранислав Платиша                                           |
| Одборник #2                  | Френк Велкер                                                     | Лако Николић                                                |
| Одборница #3                 | Сузан Блу                                                        | Михаела Стаменковић                                         |
| Водитељ бејзбол стадијума    | Роџер Крејг Смит                                                 | Милан Антонић                                               |
| Кантри певачица              | Сузан Блу                                                        | Валентина Павличић                                          |
| Инсерти                      | /                                                                | Милан Антонић                                               |
| Уводна песма                 | Мет Махафи                                                       | непознато                                                   |

### Сезона 2
Друга сезона је емитована на каналима Dexy TV и Б92 са Dexy TV синхронизацијом.
| Улога                        | Оригинални глас         | Српски глас (Облакодер)                              |
| ---------------------------- | ----------------------- | ---------------------------------------------------- |
| Рафаело                      | Омар Бенсон Милер       | Милош Ђуровић                                        |
| Леонардо                     | Бен Шварц               | Стеван Пиале                                         |
| Микеланђело                  | Брендон Мајкл Смит      | Виктор Влајић                                        |
| Донатело                     | Џош Бренер              | Милош Ђуричић                                        |
| Ејприл О'Нил                 | Кет Грејам              | Маријана Живановић                                   |
| Сплинтер                     | Ерик Бауза              | Томаш Сарић                                          |
| Пајболд                      | Челси Перети            | Тамара Белошевић                                     |
| Франкен-Стопи                | Роб Полсен              |                                                      |
| Глас игрице                  | Јуџин Берд              | Предраг Ђорђевић                                     |
| Ш.Е.Л.Д.О.Н.                 | Грег Сајпс              | Владимир Тешовић                                     |
| Биг Мама                     | Лина Хиди               | Ања Орељ                                             |
| Шредер                       | Хун Ли                  | оригинални глас                                      |
| Барон Драксум                | Роџер Крејг Смит        | Бранислав Јевтић                                     |
| Поручник стопала             | Роб Полсен              | Стеван Пиале                                         |
| Звер стопала                 | Морис Ламарш            | Александар Новаковић                                 |
| Касандра Џоунс               | Зелда Вилијамс          | Тања Живковић                                        |
| Лисац портир                 | Нолан Норт              | Владимир Тешовић                                     |
| Јокаи клинац                 | непознато               |                                                      |
| Пандур                       | непознато               |                                                      |
| Серж                         | Морис Ламарш            |                                                      |
| Тод Капибара                 | Туроп Ван Орман         | Томаш Сарић                                          |
| Алекс Ноу                    | Тони Хејл               |                                                      |
| Ловци                        | Нолан Норт              |                                                      |
| Лу Џицу                      | Ерик Бауза              | Александар Новаковић                                 |
| Хугин                        | Тим Симонс              | Марко Вучковић                                       |
| Мунин                        | Сем Ричардсон           | Дејан Дедић                                          |
| Наредник Гојл                | Ерик Бауза              |                                                      |
| Буразергојл #1               | Кевин Мајкл Ричардсон   |                                                      |
| Буразергојл #2               | Кевин Мајкл Ричардсон   |                                                      |
| Гаргојл                      | Омар Бенсон Милер       |                                                      |
| Месни Зној                   | Џон Лидон               |                                                      |
| Џејсон                       | Јуџин Берд              |                                                      |
| Џереми                       | Кајл Меси               |                                                      |
| Кендра                       | Тања Гунади             | Маја Николић                                         |
| Милијардер                   | Брок Пауел              | Томаш Сарић                                          |
| Причалица Малиновски         | Рас Карни               |                                                      |
| Репомољка                    | Фред Татаскиор          | Мирко Јокић                                          |
| Фреки                        | Фред Татаскиор          | Бојан Хлишћ                                          |
| Гарм                         | Фред Татаскиор          | Дејан Дедић                                          |
| Одборник #1                  | Питер Кален             | Мирко Јокић                                          |
| Одборник #2                  | Френк Велкер            |                                                      |
| Одборница #3                 | Сузан Блу               | Маја Николић                                         |
| Играч Дејвса #1              | Џек Роси                |                                                      |
| Тим Данкмен                  | Ален Малдонадо          |                                                      |
| Водитељ                      | Оливер Вакер            |                                                      |
| Дејв                         | Џек Роси                |                                                      |
| Играч Витезова #1            | Роџер Крејг Смит        |                                                      |
| Играч #1                     | Брендон Мајкл Смит      |                                                      |
| Судија                       | Ерик Бауза              |                                                      |
| Гај Фламбе                   | Оливер Вакер            |                                                      |
| Шведски пекар                | Оливер Вакер            |                                                      |
| Црвена лисица                | Лорен Лапкус            |                                                      |
| Шкор-Пион                    | Џон Касир               |                                                      |
| Бински помоћник              | Фил Ламар               |                                                      |
| Сењор Хуесо                  | Ерик Бауза              |                                                      |
| Капетан Пиел                 | Кристијан Ланц          |                                                      |
| Аукционер                    | Кристијан Ланц          |                                                      |
| Џулија                       | Хејли Тју               |                                                      |
| Брауни девојчице             | Алегра Кларк            |                                                      |
| Си-Џеј девојка               | Алегра Кларк            |                                                      |
| Вивијан Слопворт             | Ејми Седарис            |                                                      |
| Дејл                         | Скот Менвил             |                                                      |
| Куварица Една                | Лариса Перон            |                                                      |
| Куварица Гледис              | Лариса Перон            |                                                      |
| Кувар Стен                   | Морис Ламарш            |                                                      |
| Мутантска водена буба        | Ерик Бауза              |                                                      |
| Ученик #1                    | Ерик Бауза              |                                                      |
| Ученица #2                   | Кет Грејам              |                                                      |
| Градоначелница Мајра         | Кети Наџими             | Маја Николић                                         |
| Хор црних мачака             | Роб Полсен Оливер Вакер |                                                      |
| Џентри                       | Евана Линч              | Маја Николић                                         |
| Сејлемска вештица            | Џилијан Вигман          | Тања Живковић                                        |
| Полицајац Скривеног Града #1 | Ерик Еделстин           |                                                      |
| Полицајка Скривеног Града #2 | Одри Василевски         | Тања Живковић                                        |
| Подли Дени                   | Роб Полсен              | Владимир Тешовић                                     |
| Гнусни Ленард                | Сет Грин                | Ђорђе Марковић                                       |
| Злочести Мики                | Грег Сајпс              | Иван Благојевић                                      |
| Полицијски позорник #1       | Роџер Крејг Смит        | Мирко Јокић                                          |
| Хедер                        | Капри Оливер            | Ана Марија Стаменковић                               |
| Позорник #2                  | Ерик Бауза              |                                                      |
| Чувар одмаралишта            | Нолан Норт              |                                                      |
| Радник одмаралишта           | Оливер Вакер            | Владимир Тешовић                                     |
| Јокаи масер                  | Ерик Бауза              | Владимир Тешовић                                     |
| Јокаи педикириста            | Одри Василевски         | Маја Николић                                         |
| Јокаи у одмаралишту #1       | Оливер Вакер            |                                                      |
| Јокаи у одмаралишту #2       | Лариса Перон            |                                                      |
| Јокаи у одмаралишту #3       | Оливер Вакер            |                                                      |
| Јокаи у одмаралишту #4       | Нолан Норт              | Владимир Тешовић                                     |
| Френк                        | Ерик Бауза              |                                                      |
| Кристоф Ван Бредфорд         | Петер Стормаре          | Ђорђе Марковић                                       |
| Сем                          | Јуџин Берд              | Владимир Тешовић                                     |
| Сара                         | Џил Тели                | Ана Марија Стаменковић                               |
| Џејк                         | Џејкоб Хјустон          |                                                      |
| Комодо ученици               | Џил Тели                | Ана Марија Стаменковић Маја Николић Владимир Тешовић |
| Судија                       | Оливер Вакер            | Владимир Тешовић                                     |
| Џаспер                       | Ерик Бауза              |                                                      |
| Хипно-Потамус                | Рис Дарби               | Ђорђе Марковић                                       |
| Џон Кајзер                   | Оливер Вакер            |                                                      |
| Бен Сандо                    | Пол Шер                 |                                                      |
| Карл Сандо                   | Џејсон Мандзукас        |                                                      |
| Кортекс                      | Јуџин Берд              |                                                      |
| Медвеђи Дух                  | Хорхе Гутијерез         |                                                      |
| Дух                          | Зелда Вилијамс          |                                                      |
| Хамато Ацуко                 | Кеико Агена             |                                                      |
| Хамато Караи                 | Гвендолин Јео           | Тамара Белошевић                                     |
| Хамато Шо                    | Метју Јанг Кинг         |                                                      |
| Уводна песма                 | Мет Махафи              | непознато                                            |

- Српска верзија
  - Превод: Тина Трајковић-Филиповић
  - Едитинг: Беба Црнић, Слађана Црнић
  - Сниматељи: Предраг Ђорђевић, Ђурђица Вали
  - Тонско-техничка реализација: Дарко Обрадовић
  - Графичка обрада: Немања Јевтић
  - Редитељ дијалога: Предраг Ђорђевић